# Paramoria guntheri
Paramoria guntheri is een slakkensoort uit de familie van de Volutidae. De wetenschappelijke naam van de soort is voor het eerst geldig gepubliceerd in 1886 door Smith.